# Reno Football Club
Il Reno Football Club è una società di calcio giamaicana, con sede a Savanna-la-Mar.

## Storia
La squadra venne fondata nel 1974 e vinse il suo primo titolo nel 1990, successo bissato la stagione seguente. Nel 1995 il Reno vinse sia il campionato che la coppa nazionale. Nel 1996 vinse la seconda Coppa della Giamaica.
Il 12 luglio 2009 la società ha ritirato in onore dell'ex calciatore Caple Donaldson, morto nel gennaio dello stesso anno, la maglia numero 7 da lui indossata durante la sua militanza nel club.

## Palmarès

### Competizioni nazionali
- Campionato giamaicano di calcio: 3

1990, 1991, 1995
- Coppa della Giamaica: 3

1995, 1996, 2014

## Rosa 2011-2012
| N. |                     | Ruolo | Calciatore         |
| -- | ------------------- | ----- | ------------------ |
|    | Giamaica (bandiera) | P     | Richard Trench     |
|    | Giamaica (bandiera) | P     | Joel Johnson       |
|    | Giamaica (bandiera) | P     | Marchris Richards  |
|    | Giamaica (bandiera) | P     | Dennis Taylor      |
|    | Giamaica (bandiera) | D     | Sheldon Bryan      |
|    | Giamaica (bandiera) | D     | Glenroy Cooper     |
|    | Giamaica (bandiera) | D     | Ron Daley          |
|    | Giamaica (bandiera) | D     | Omar Dallas        |
|    | Giamaica (bandiera) | D     | David McKenzie     |
|    | Giamaica (bandiera) | D     | Desmond Montique   |
|    | Giamaica (bandiera) | D     | Orane Warren       |
|    | Giamaica (bandiera) | D     | Linval Wilson      |
|    | Giamaica (bandiera) | C     | Renario Downswell  |
|    | Giamaica (bandiera) | C     | Nicholay Finlayson |

| N. |                     | Ruolo | Calciatore           |
| -- | ------------------- | ----- | -------------------- |
|    | Giamaica (bandiera) | C     | Jahshane Foster      |
|    | Giamaica (bandiera) | C     | Omar Johnson         |
|    | Giamaica (bandiera) | C     | Wanique Pinnock      |
|    | Giamaica (bandiera) | C     | Evan Taylor          |
|    | Giamaica (bandiera) | C     | Davian Thorpe        |
|    | Giamaica (bandiera) | C     | Norman Woolery       |
|    | Giamaica (bandiera) | A     | Shashamarley Barrett |
|    | Giamaica (bandiera) | A     | Orpheous McPherson   |
|    | Giamaica (bandiera) | A     | Delano Rankine       |
|    | Giamaica (bandiera) | A     | Ajay Richards        |
|    | Giamaica (bandiera) | A     | Richard Vanhorne     |
|    | Giamaica (bandiera) |       | Oshane McTaggart     |
|    | Giamaica (bandiera) |       | Tremaine Perry       |
|    | Giamaica (bandiera) |       | Delroy Phillips      |